# Pinsks getto
Pinsks getto var ett getto i staden Pinsk, inrättat av nazisterna den 1 maj 1942. Pinsk ockuperades av Tyskland 1941 och kom att ingå i Reichskommissariat Ostland. Redan månaden därpå inleddes massakrerna. 3 500 judar fördes till ett avskilt skogsområde vid Bronnaja Gora och arkebuserades. I slutet av oktober 1942 beordrade Reichsführer-SS Heinrich Himmler att gettots hela befolkning skulle förintas. Mellan den 29 och den 31 oktober mördades omkring 26 000 judiska män, kvinnor och barn.